# Clarkson Cup 2010
Der Clarkson Cup 2010, auch CWHL Clarkson Cup Championship presented by Scotiabank, war die zweite Austragung des gleichnamigen Wettbewerbs zwischen vier Vertretern der Canadian Women’s Hockey League und Western Women’s Hockey League. Das Turnier wurde vom 27. bis 28. März 2010 in der Elgin Barrow Arena in Richmond Hill in der Provinz Ontario ausgetragen.
Die Minnesota Whitecaps aus der WWHL besiegten im Finale die Brampton Canadettes-Thunder aus der CWHL mit 4:0 und gewannen damit als erste US-amerikanische Mannschaft den 2005 gestifteten Clarkson Cup. Der Pokal wurde von der Stifterin, Adrienne Clarkson, an die Whitecaps übergeben.

## Turnierverlauf
|  | Halbfinale | Halbfinale                  | Halbfinale |  |  | Finale | Finale                      | Finale |
|  |            |                             |            |  |  |        |                             |        |
|  |            |                             |            |  |  |        |                             |        |
|  | W1         | Minnesota Whitecaps         | 3          |  |  |        |                             |        |
|  | C2         | Mississauga Chiefs          | 1          |  |  |        |                             |        |
|  |            |                             |            |  |  | W1     | Minnesota Whitecaps         | 4      |
|  |            |                             |            |  |  | C3     | Brampton Canadettes-Thunder | 0      |
|  | C1         | Stars de Montréal           | 2          |  |  |        |                             |        |
|  | C3         | Brampton Canadettes-Thunder | 3          |  |  |        |                             |        |
|  |            |                             |            |  |  |        |                             |        |

### Halbfinale
| 27. März 2010 12:00 Uhr (Ortszeit) | Stars de Montréal N. Marin (1.) C. Ouellette (38:34) | 2:3 (1:1, 1:2, 0:0) | Brampton Canadettes-Thunder J. Hefford (19:36) G. Apps (38:04) B.-J. Slusar (39:15) | Elgin Barrows Arena, Richmond Hill Zuschauer: k. A. |

| 27. März 2010 16:00 Uhr | Minnesota Whitecaps J. Potter (13:29) M. Fisher (31:20) E. Keys (34:04) | 3:1 (1:0, 2:0, 0:1) | Mississauga Chiefs S. West (59:29) | Elgin Barrows Arena, Richmond Hill Zuschauer: k. A. |

### Finale
| 28. März 2010 15:00 Uhr | Minnesota Whitecaps C. Brodt (17:40) J. Potter (30:45) B. White (50:45) M. Fisher (51:33) | 4:0 (1:0, 1:0, 2:0) | Brampton Thunder | Elgin Barrows Arena, Richmond Hill Zuschauer: k. A. |

## Auszeichnungen
- Most Valuable Player:  Julie Chu, Minnesota Whitecaps
- Beste Torhüterin: Megan van Beusekom, Minnesota Whitecaps
- Beste Verteidigerin: Molly Engstrom, Brampton Thunder
- Beste Stürmerin: Lori Dupuis, Brampton Thunder